# Tartu Kunstimuuseum

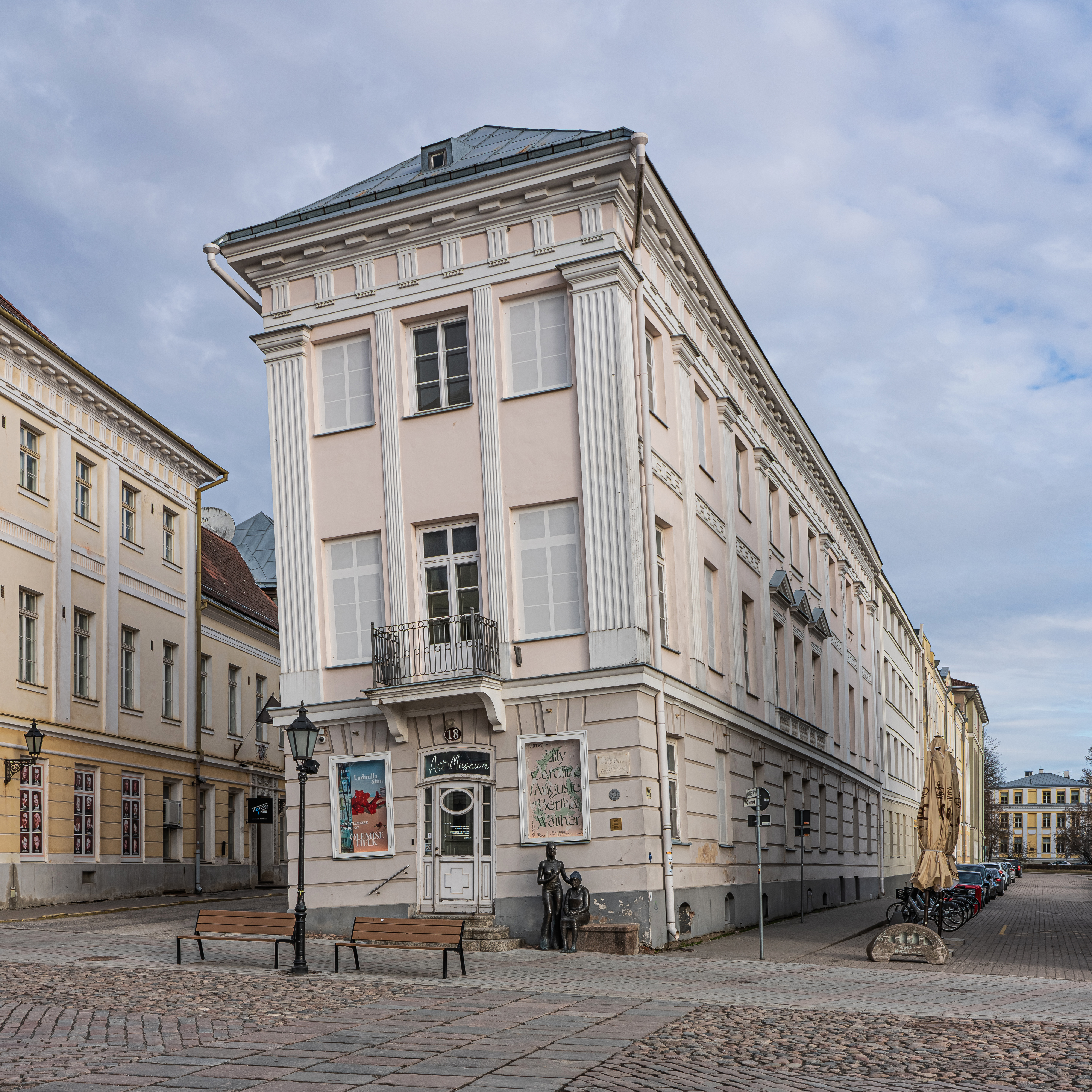
Ausstellungsgebäude des Tartu Kunstimuuseums

Das Tartu Kunstimuuseum ist ein staatliches Kunstmuseum in Tartu, Estland. 

## Geschichte des Museums

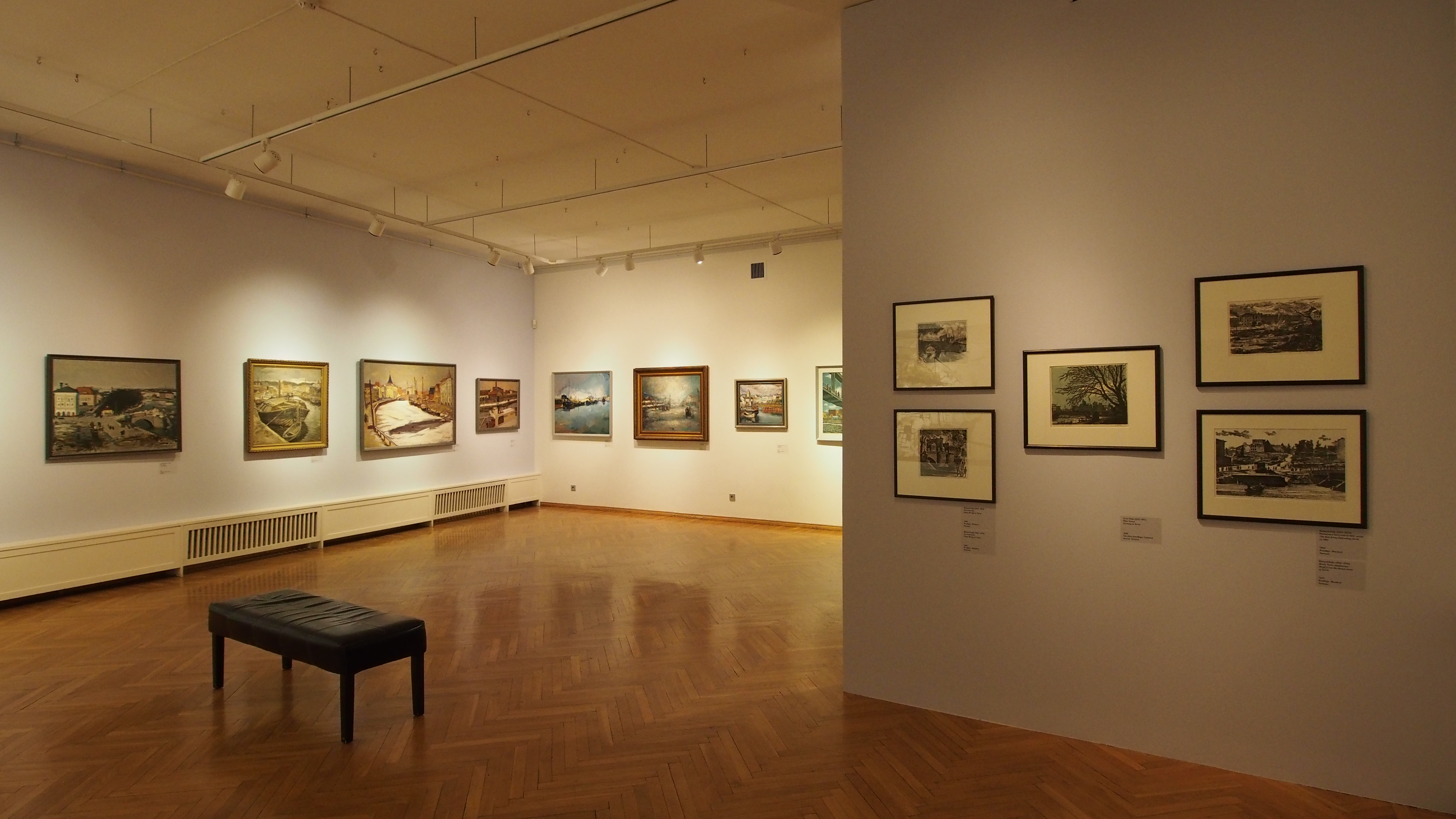
Innenansicht des Museums. Ausstellung „Changing Tartu in Four Views“

Im Jahr 1940 spendete jedes Mitglied des Kunstvereins „Pallas“ dem Museum mindestens ein Werk. Vom 26. Februar bis zum 10. März 1940 wurden in den Räumlichkeiten des Kunstvereins über 124 Werke ausgestellt. Auf Beschluss der Stadtverwaltung von Tartu vom 17. November 1940 wurde im Jahr 1940 das Kunstmuseum gegründet. Standort war Suurturg 3 in Tartu. Während des Zweiten Weltkriegs wurde die Sammlung des Museums in andere Gebäude und an weitere Fluchtorte verlegt. Nach dem Krieg wurde ein neues Haus in der Straße Vallikraavi 14 gebaut, welches am 2. Mai 1946 eröffnet wurde. Seitdem befinden sich die Sammlungen und Werkstätten des Museums an diesem Standort.
Im Jahr 1988 bekam das Kunstmuseum am Raekoja plats 18 ein weiteres Gebäude, welches zuvor von polnischen Restauratoren renoviert worden war. Es ist ein schlankes, klassizistisches Gebäude aus dem Jahr 1793, geneigt wie der Schiefe Turm von Pisa. Die Neigung des Hauses ergab sich, da eine Seite auf den Resten der Stadtmauer errichtet worden war, die andere Seite auf Holzpfählen. Das Haus gehörte der Familie Barclay de Tolly und diente auch als Apotheke. Dieses Gebäude wird seit der Renovierung und Übereignung an das Museum als Ausstellungsgebäude genutzt. Auch Konzerte, Vorträge und andere Veranstaltungen finden auf den drei Etagen des Gebäudes statt.
Die Sammlung umfasst Arbeiten von estnischen und auswärtigen Künstlern, die mit Estland verbunden sind und umfasst etwa 23.000 Kunstwerke ausgehend vom 18. Jahrhundert bis heute. Die Ausstellungen des Museums werden ausgehend von der eigenen Sammlung konzipiert, erweitert um Werke estnischer und auswärtiger Museen und Galerien. In den letzten Jahren hat es einige Ausstellungen gegeben, die zu einem breiten Diskurs geführt haben. Die umstrittenste Ausstellung war MÖH? FUI! ÖÄK! OSSA! VAU! im Jahr 2012, bei der die umstrittensten Arbeiten estnischer Kunst seit den 1990er Jahren gezeigt wurden. Eine weitere Ausstellung, die überregional Aufmerksamkeit erhielt, war im Jahr 2015 My Poland. On Recalling and Forgetting, moderne polnische Kunst über den Holocaust.
Von 2013 bis 2017 war Rael Artel Direktorin des Museums. Sie war zuvor als freie Galeristin und Kuratorin tätig. Seit 2017 ist Signe Kivi Direktorin.

## Sammlung
Die Sammlung startete mit 133 Werken der Künstler der Künstlergruppe Pallas. Sie stützt sich auf das Erbe der Künstlergruppe. Zu den Ausstellungsstücken zählen Werke von Nikolai Triik, Konrad Mägi, Ado Vabbe und weiteren.
Auch Arbeiten bedeutender Russischer Künstler wie Iwan Konstantinowitsch Aiwasowski, Iwan Iwanowitsch Schischkin, Maximilian Alexandrowitsch Woloschin, Konstantin Andrejewitsch Somow, Michail Fjodorowitsch Larionow, Natalija Sergejewna Gontscharowa und weiteren befinden sich in der Sammlung.

### Ausgesuchte Werke

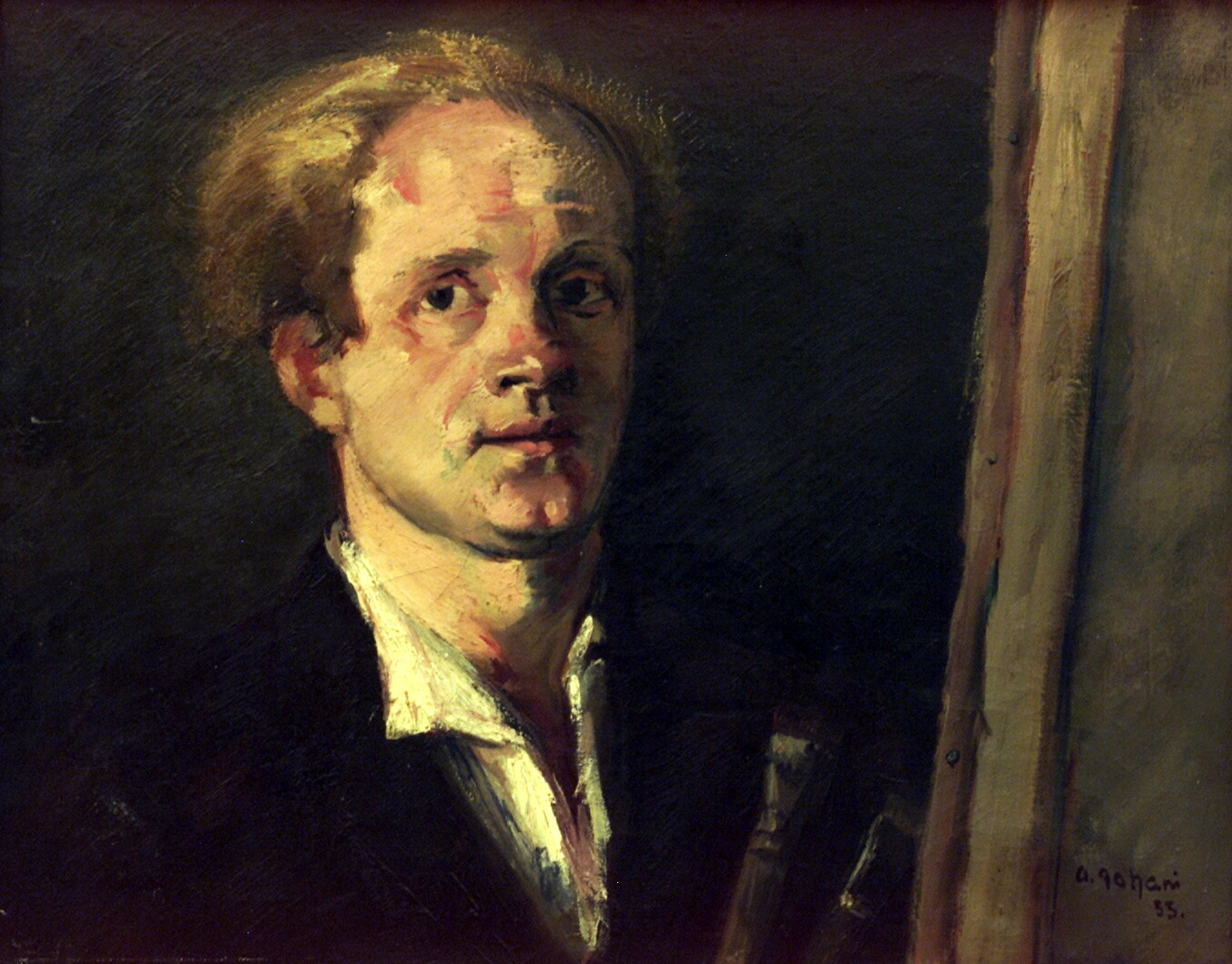
Selbstporträt Andrus Johani 1933
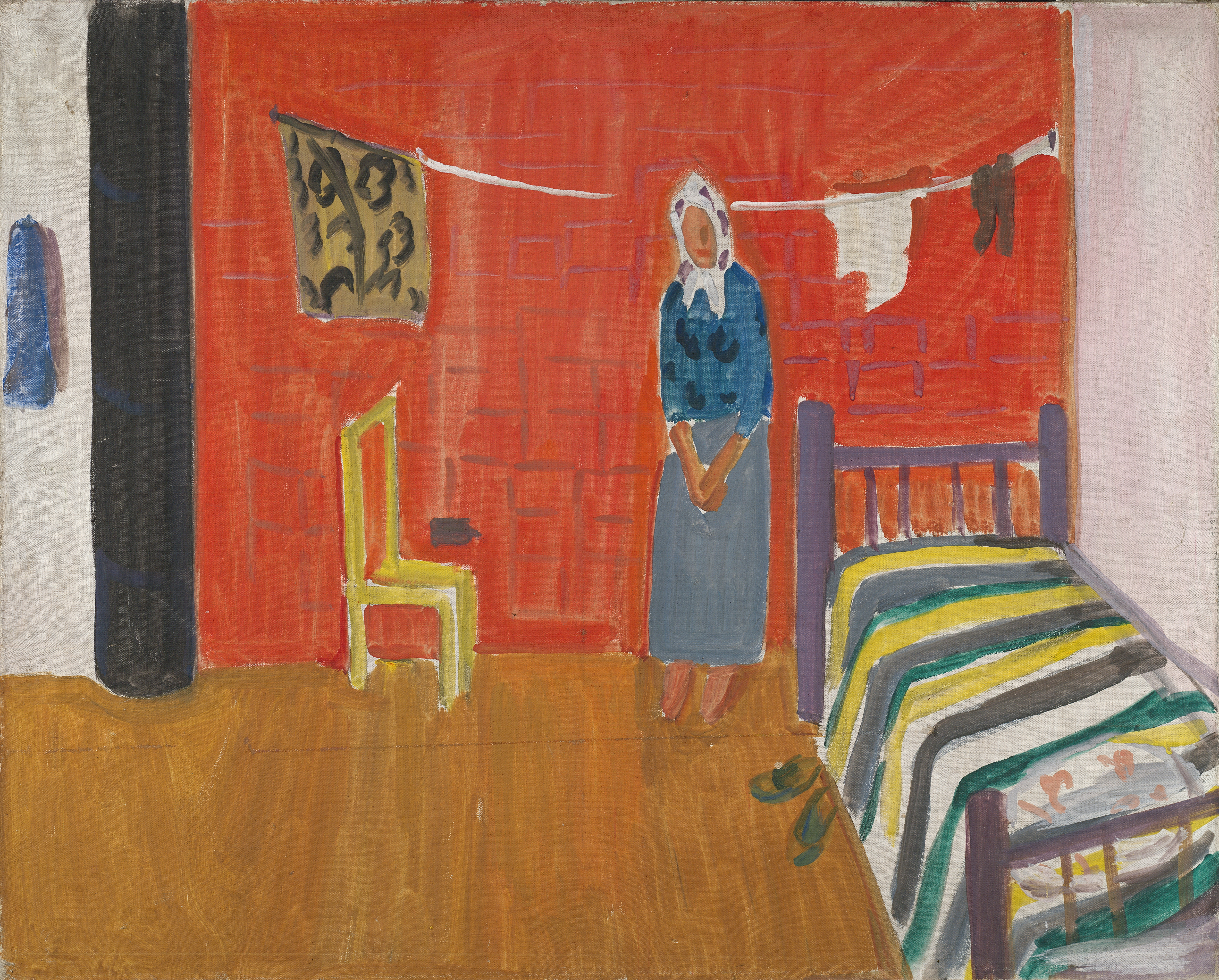
Karl Pärsimägi Farmhouse with a Stove 1935
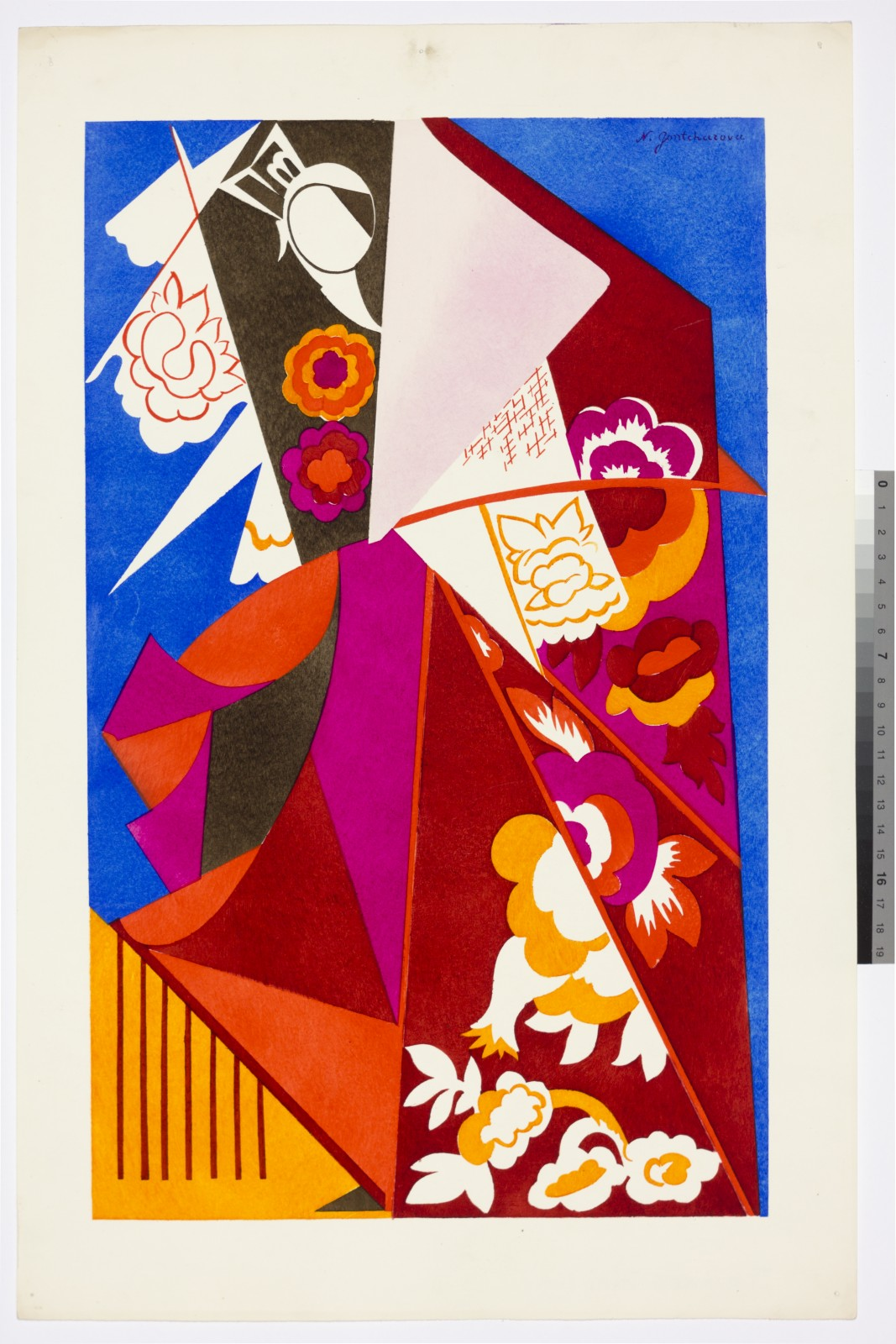
Natalija Gontscharowa Konstruktion mit Blumen 1916
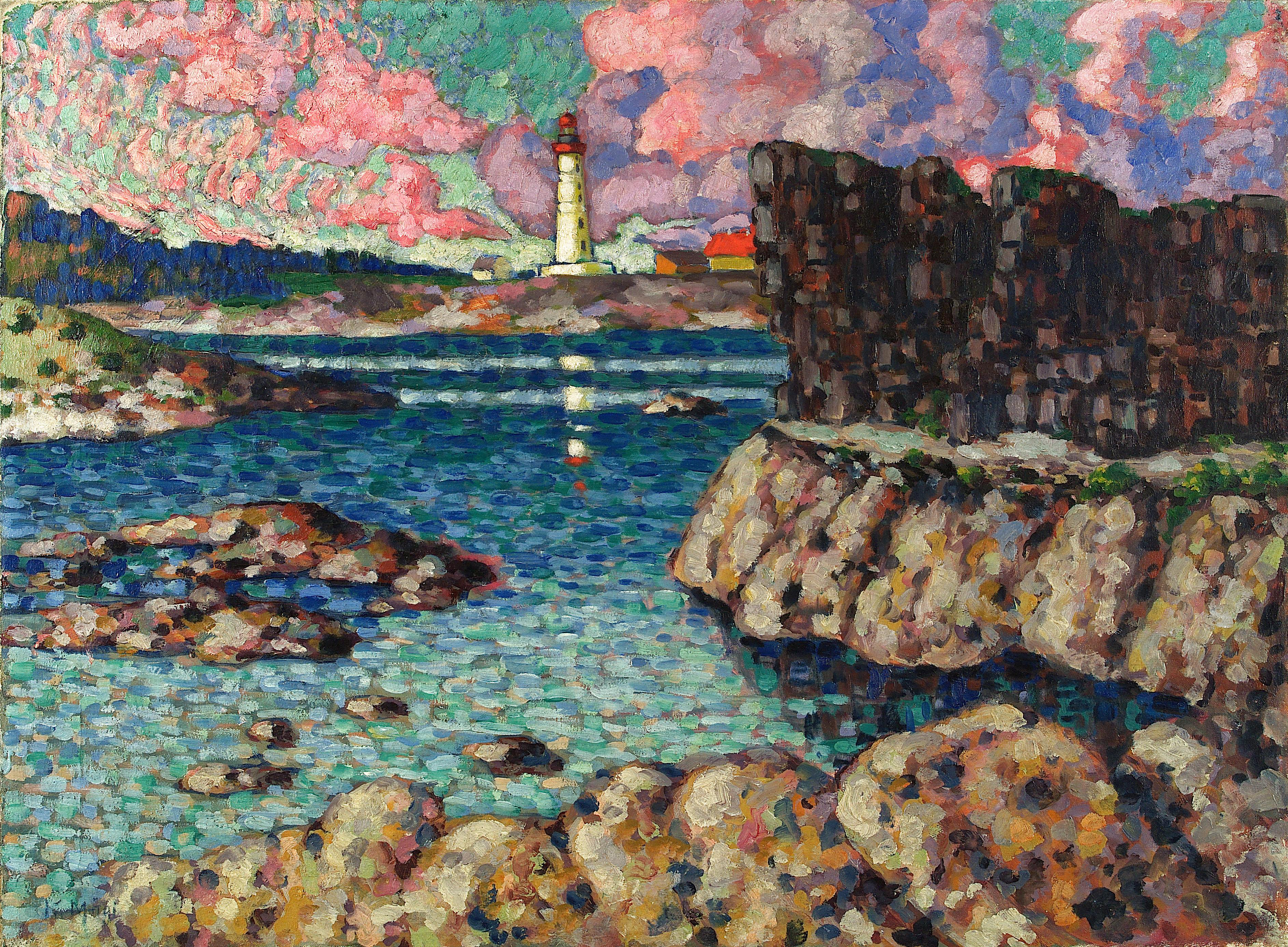
Konrad Mägi Landschaft von Vilsandi 1913‒1914
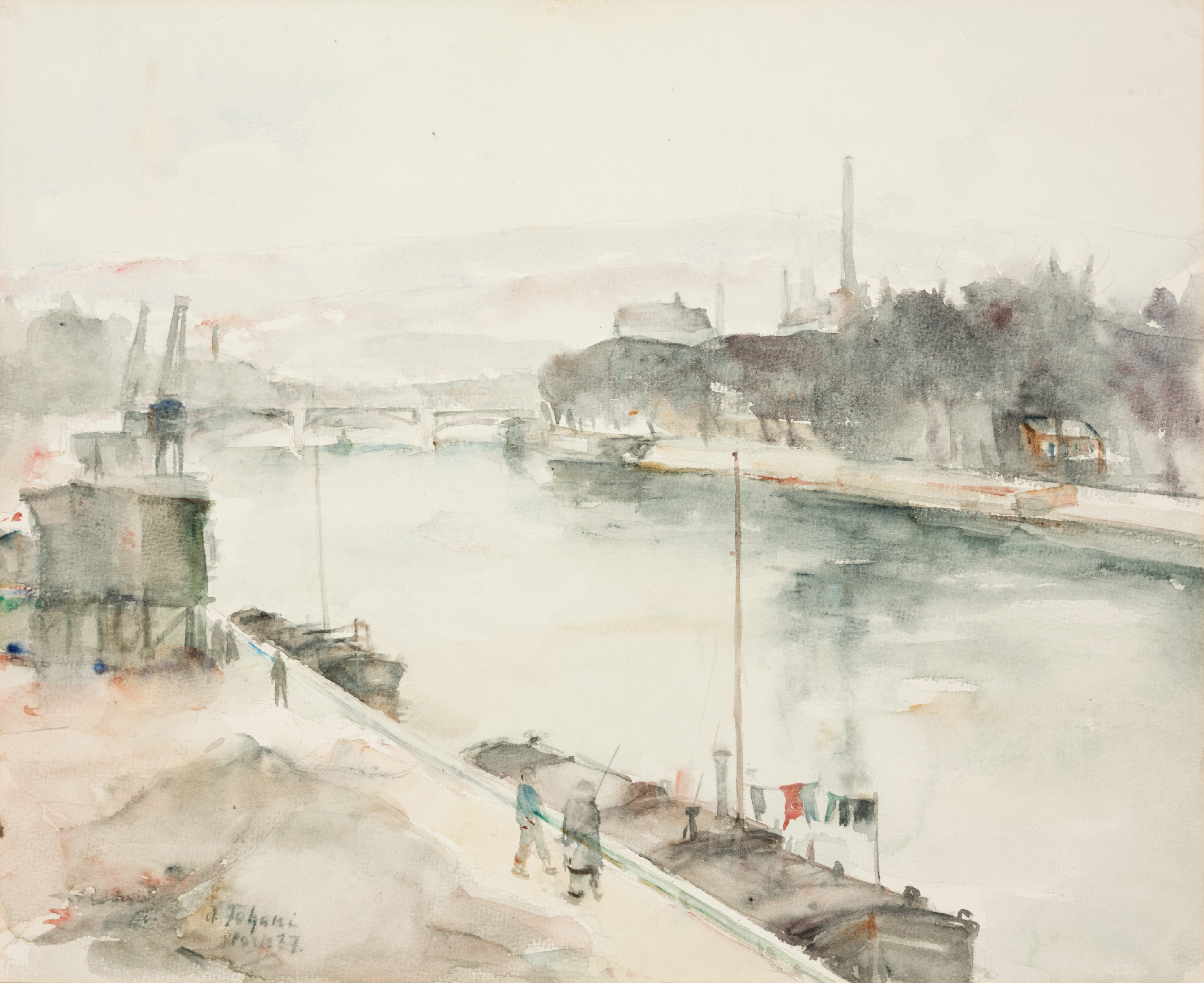
Andrus Johani Pariisi vaade 1937
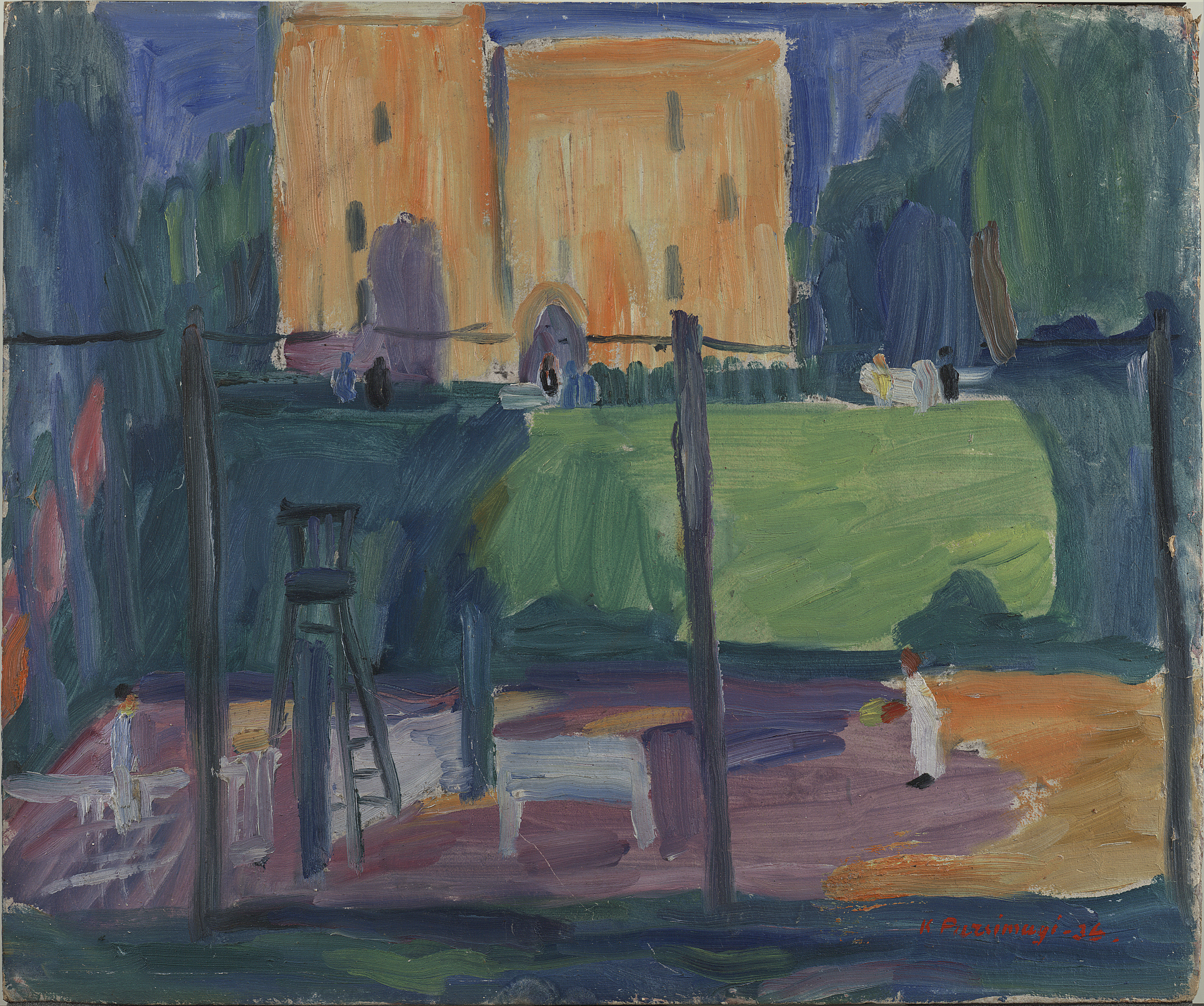
Karl PärsimägiToomemäe motiiv 1936
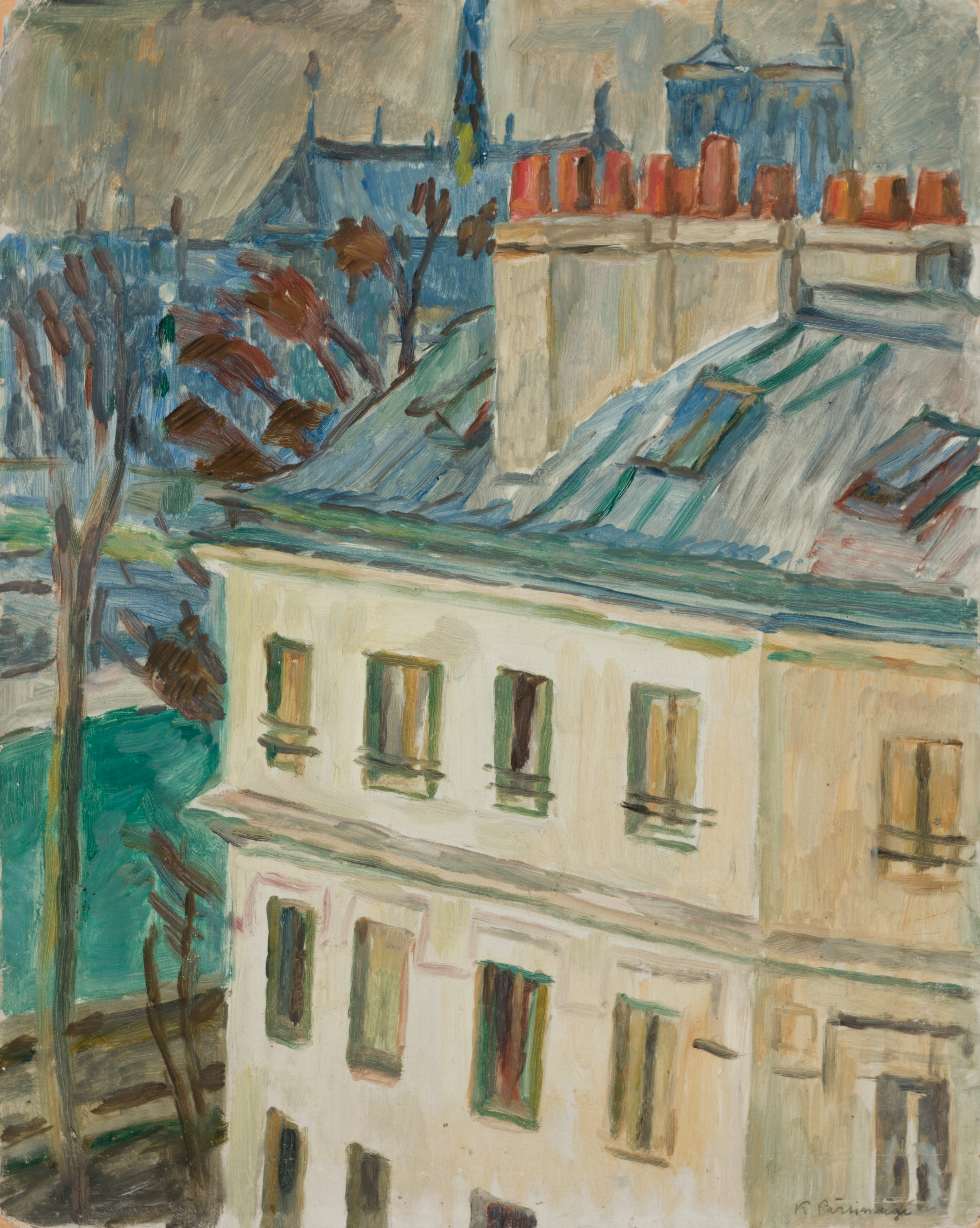
Karl Pärsimägi Pariis
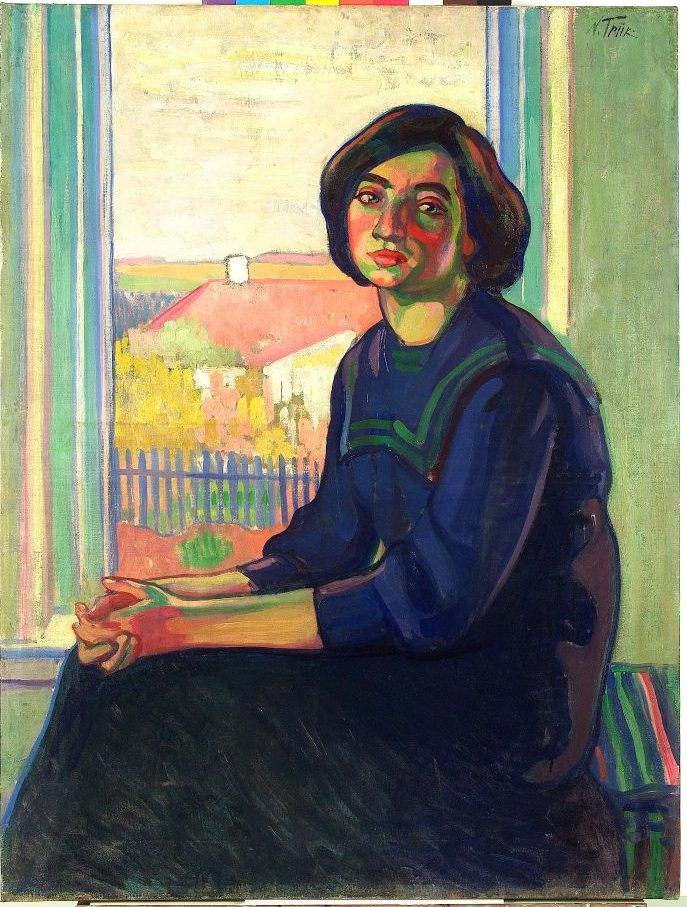
Nikolai Triik Porträt von V. Martna 1910
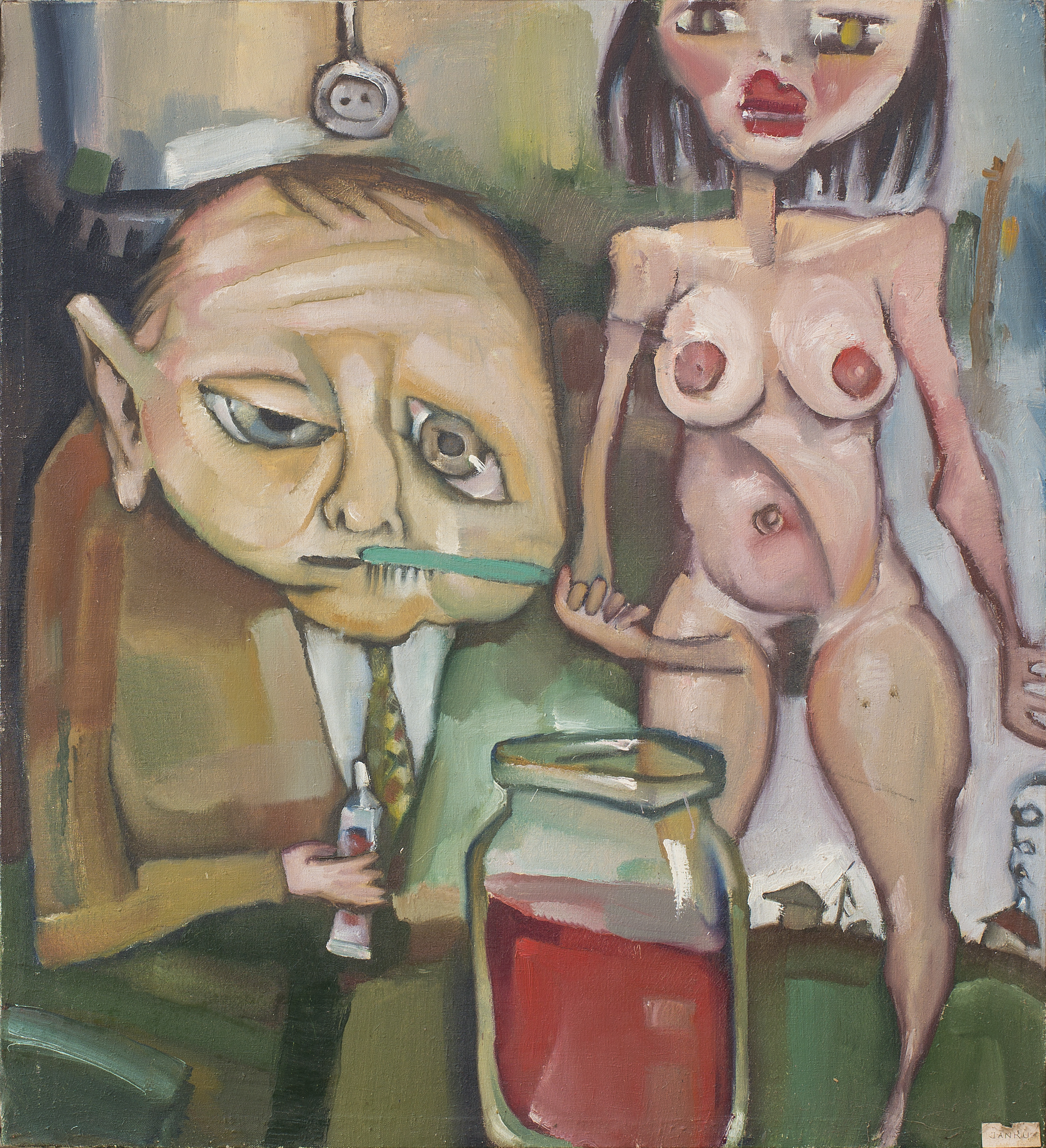
Peeter Allik Ain Protsini pruut 1990
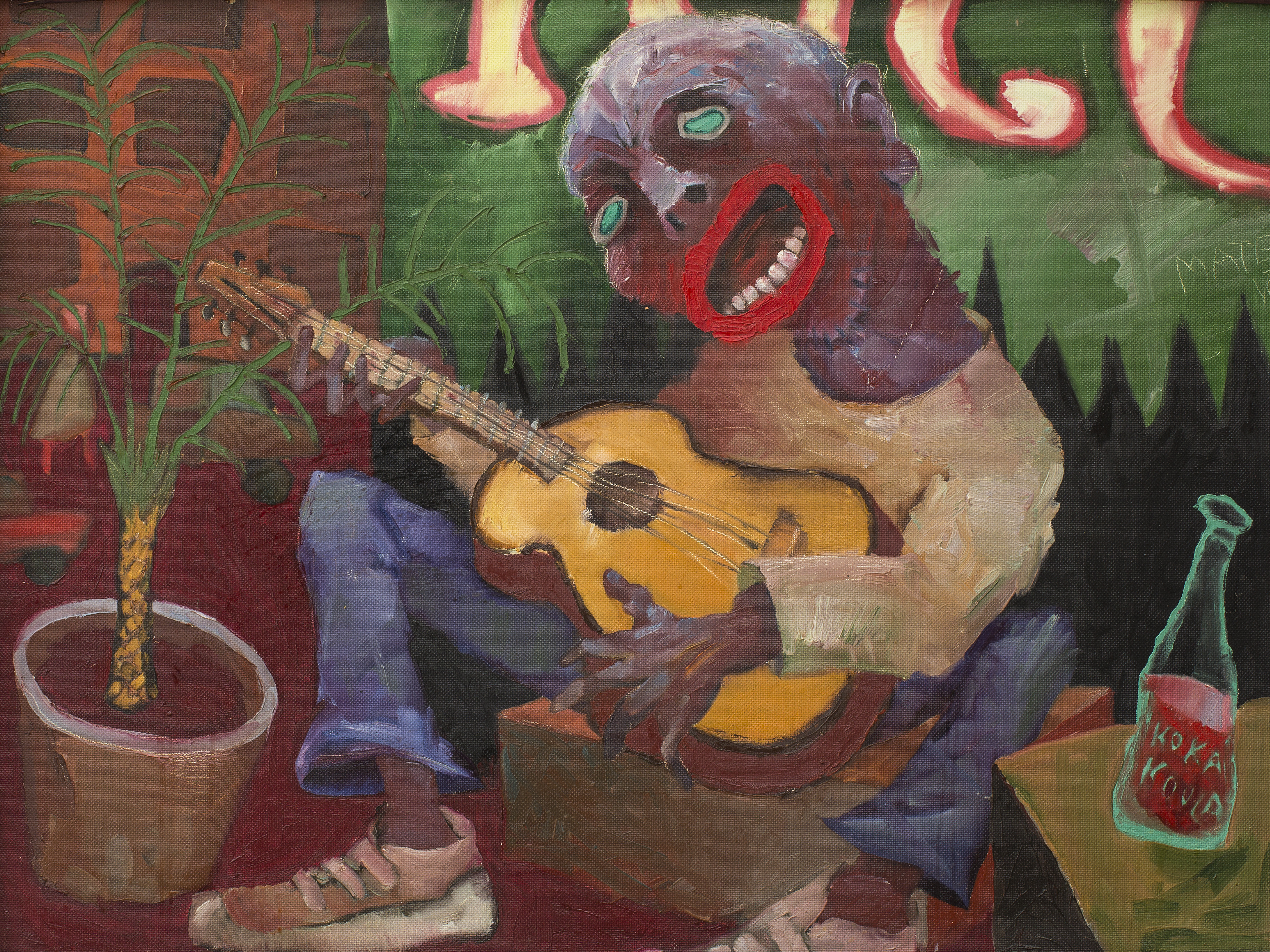
Peeter Allik Ameerika 1989
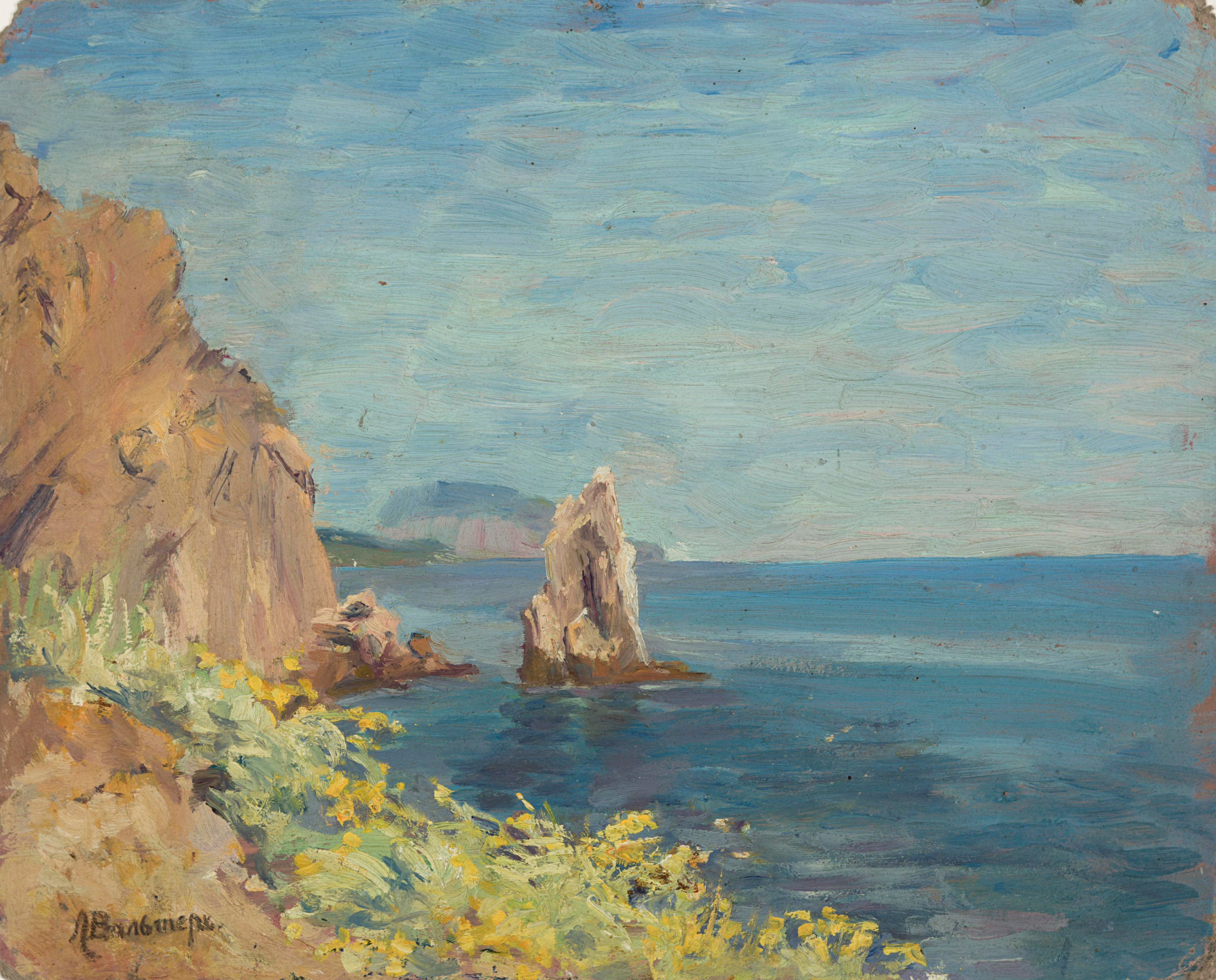
Lilly Walther Vaade Jalta ja Gursuffi vahel 1918
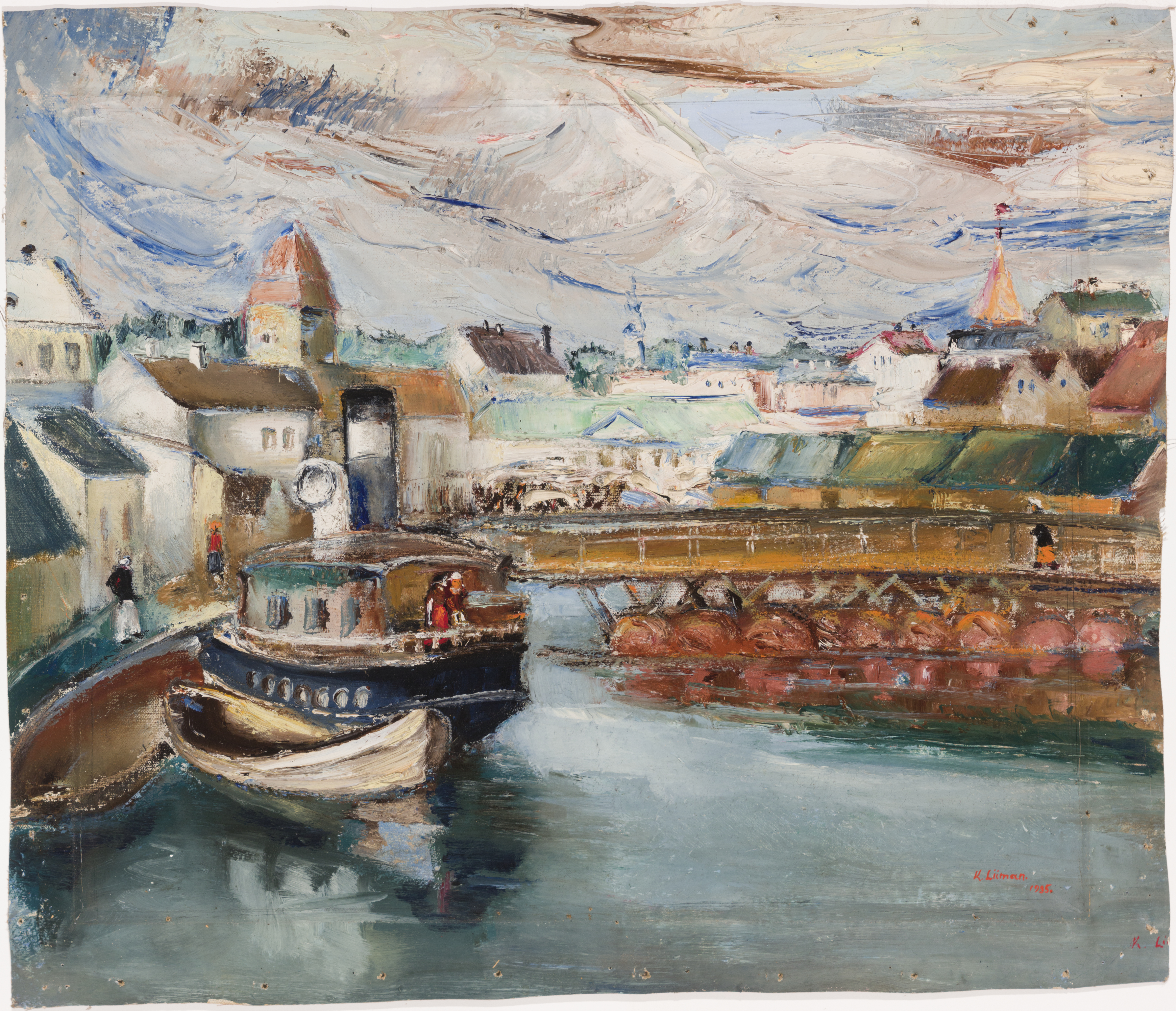
Kaarel Liimand Tartu motiiv 1935